# 东京学艺大学
東京學藝大學（簡稱：學大、學藝大；日语：／）是一所位于日本东京都小金井市的国立师范大学。作为教育学的实践性研究以及学生的实习机构，东京学艺大学擁有14所附屬學校，其中含有高中2所、初中5所、小学4所、幼兒園2所以及1所特教學校。

## 大学概要
现在的东京学艺大学，主要分为为培养学校（幼稚园、小学、初中、高中等）教师的教育系和1980年代后半开始逐渐设立的教养系这两大系。虽然这都归属于教育学部，但实际上被认为是不同的学科。
學校教育系以培养教师为主要目的。学生毕业时必须取得教师资格证。在日本，曾经有过这么一段“高中教师为东京教育大学出身占大多数、而小、中学校教师则为东京学艺大学出身者占大多数”的时期，但在东京教育大学被筑波大学改组而成为综合大学以后，东京学艺大学实际上成了日本国内教育学科的代表，因而受到日本教育界的高度评价。最近，虽然有些东京学艺大学的毕业生也开始活跃于日本的政、官、财界，但东京学艺大学在教育界以外的知名度还不算很高。
教育支援系被通称为“0资格课程”，即学生在毕业时没有必要取得教师资格证就可毕业。「教育系」的学科分为人文科学、社会科学、自然科学、艺术・体育系等，涉及的范围广泛。因所学内容不受为取得教师资格而所学的限制，可潜心钻研“学艺”课程。
由此，东京学艺大学学生毕业时所授予的学位也是各不相同的。教育系的毕业生可被授予“教育学士”，而教养系的毕业生则被授予“教养学士”。也就是说现在的东京学艺大学不只是停留在狭义的培养教师的大学，而是一所如同“学艺”（学问与艺术）其名而能够深入其中的大学。为此，大学内部也有人主张将教育学部改为教育学部与教养学部二大学部体制。

## 學院

### 教育学部（大學部）
- 學校教育系
  - A类　小學/幼教教師養成课程
  - B类　中學教師養成课程
  - C類　特教教師養成課程
  - D類　護理教師養成課程
- 教育支援系
  - E類　教育支援課程（終身學習、社會科學、自然科學、心理輔導、資訊教育、藝術教育、體育教育）

### 教學聯盟
多摩地区大学协议
多摩地域的六所大学，因地緣因素簽訂教學合作協定，使合作大學學生可以自由跨校選修，组成的学分互換制度。
以下為簽訂多摩地区大学协议的五所国立大学以及一所私立大学：
- 东京学艺大学
- 一桥大学
- 东京农工大学
- 电气通信大学
- 东京外国语大学
- 津田塾大学

大学院博士课程的联合大学院
东京学艺大学的大学院博士课程，与以下大学的大学院提携，形成了联合大学院。
- 东京学艺大学
- 横滨国立大学
- 千叶大学
- 埼玉大学

以上大学在教育学方面也都是日本著名的国立大学。

## 著名教授
- 荒井洋一 - 西洋哲学
- 池田荣一 - 英国文学
- 古田悦三 - 历史地理学
- 角替晃 - 宪法、信息法、政治机构论。
- 久迩良子 - 政治学、国際关系理论、法国政治史
- 刘德强 - 国际经济学、发展经济学（兼任一桥大学研究生院教授）
- 上野一彦 - 教育心理学
- 古谷惠太 - 教育哲学
- 平野朗久 - 教育方法学
- 山田昌弘 - 家庭社会学、感情社会学、性学

## 著名校友

### 文化
- 石飞博光 - 书法家
- 押井守 - 動畫导演
- 金子修介 - 电影导演
- 银林实 - 作家
- 须藤真澄 - 漫画家
- 柿沼康二 - 书法家
- 福山庸治 - 漫画家
- 竹下文子 - 儿童文学作家
- 吉田敬洋 - 太鼓擊樂家
- 赤崎千夏 - 配音員
- 洲崎綾 -  配音員

### 其他领域
- 原岛宏治 - 政治家、公明党第一代中央执行委员长
- 區諾軒 - 政治家、前香港立法會議員
- 栗山英樹 - 前職業棒球選手